# Gare d'Ustaritz - Jatxou
Ne doit pas être confondu avec Gare de Jatxou.
La gare d'Ustaritz - Jatxou est une gare ferroviaire française de la ligne de Bayonne à Saint-Jean-Pied-de-Port, située à l'Est de la Nive, on y accède depuis le bourg en traversant celle-ci grâce au pont de la RD 137, sur le territoire de la commune d'Ustaritz, dans le département des Pyrénées-Atlantiques en région Nouvelle-Aquitaine. 
Elle est mise en service en 1891 par la compagnie des chemins de fer du Midi.
C'est une halte voyageurs de la Société nationale des chemins de fer français SNCF, desservie par des trains TER Nouvelle-Aquitaine.

## Situation ferroviaire
Établie à 9 mètres d'altitude, la gare d'Ustaritz est située au point kilométrique (PK) 298,935 de la Ligne de Bayonne à Saint-Jean-Pied-de-Port (voie unique), entre les gares de Villefranque et Jatxou.

## Histoire
La station d'Ustaritz est mise en service le 19 janvier 1891 par la Compagnie des chemins de fer du Midi et du Canal latéral à la Garonne (Midi), lorsqu'elle ouvre à l'exploitation la première section de Bayonne à Cambo-les-Bains,.
La fréquentation annuelle de la halte est de 155 voyageurs en 2002 et 500 v. en 2006.
Ancienne gare d'évitement et de marchandises, elle disposait de plus de deux voies pour le croisement et le stationnement des trains avant la réfection de la voie en 2010/2011. Devenue depuis quelques années une simple halte c'est maintenant une halte voyageurs de passage qui ne dispose plus que d'une voie et un quai (voir photos). La halle à marchandises a été réaffectée et le parvis réaménagé avec un parking. L'entrée de la halte est située à droite de l'ancien bâtiment voyageurs lorsqu'on est sur le parvis.
La gare, précédemment simplement dénommée gare d'Ustaritz, est renommée en décembre 2021 gare d'Ustaritz - Jatxou faisant suite à la suppression de la gare de Jatxou.

La gare en mai 2010
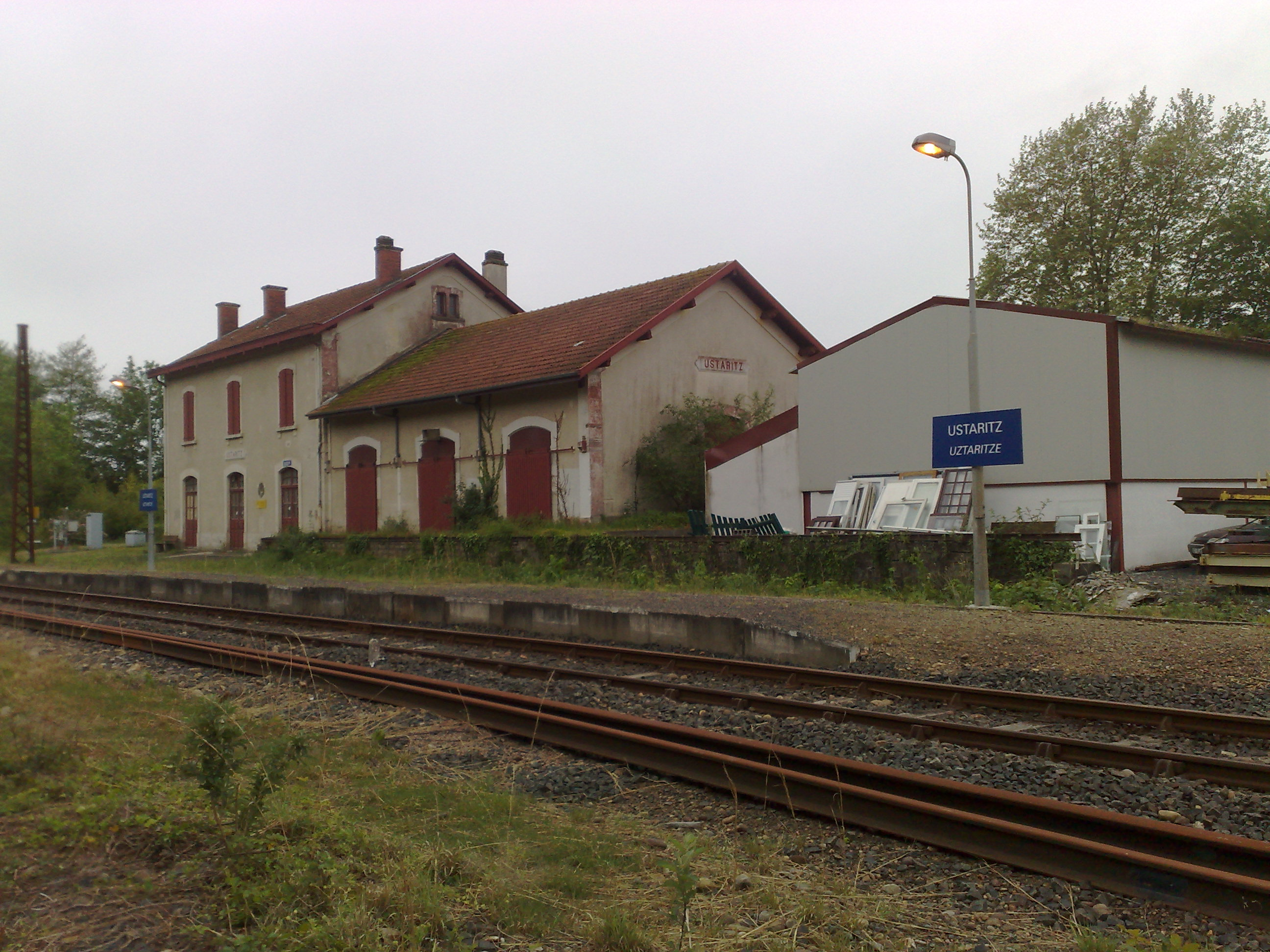
Voies, quais et anciens bâtiments.
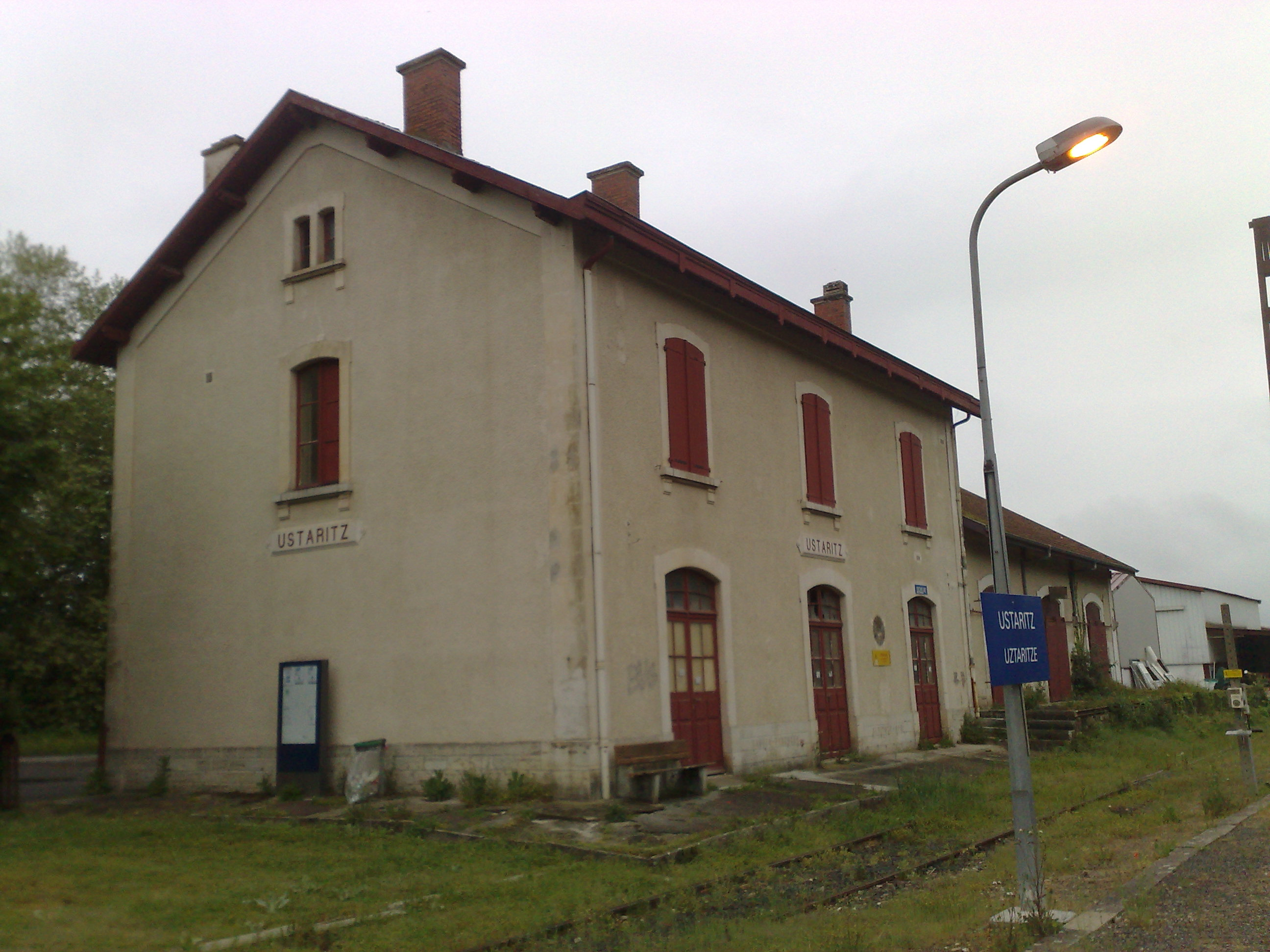
Ancien bâtiment voyageurs.
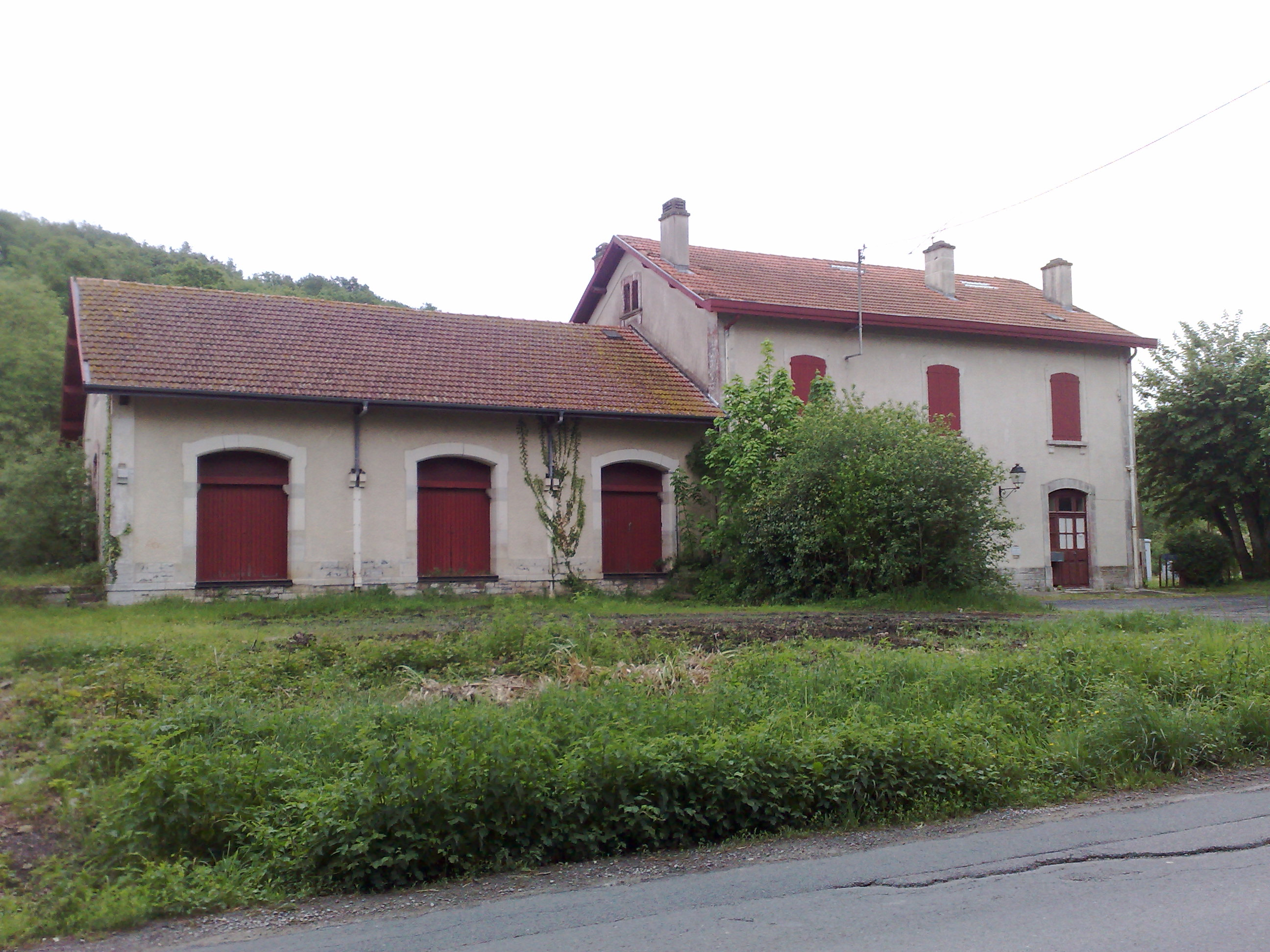
Le parvis avant son réaménagement.

## Service des voyageurs

### Accueil
Halte SNCF, c'est un point d'arrêt non géré (PANG) à accès libre.

### Desserte
Ustaritz est une halte voyageurs du réseau TER Nouvelle-Aquitaine desservie par des trains régionaux de la relation Bayonne - Saint-Jean-Pied-de-Port.

### Intermodalité
Un parking pour les véhicules y est aménagé.

## Patrimoine ferroviaire
L'ancien bâtiment voyageurs, à trois ouvertures et un étage, ainsi que sa halle à marchandises accolée sont désaffectés du service ferroviaire (voir photos et lien Street View).